# Campeonato de Primera C 2022 (Argentina)
El Campeonato de Primera C 2022, oficialmente Campeonato de Primera División C 2022, fue la nonagésima temporada de la categoría y la trigésima séptima de esta división como cuarta categoría del fútbol argentino, en el orden de los clubes directamente afiliados a la AFA. 
Los nuevos participantes fueron Liniers, campeón de la Primera D 2021, que regresó después de seis años, y Puerto Nuevo, ganador del segundo ascenso, que recuperó la categoría luego de su última participación en la temporada 1995-96.
Consagró campeón al Club Atlético Argentino, de la ciudad de Merlo, quien obtuvo el único ascenso a la Primera B. Además, clasificó a la Copa Argentina 2023.

## Ascensos y descensos
| Descendidos de la Primera C 2021 |
| -------------------------------- |
| No hubo                          |

| Posición  | Ascendidos de la Primera D 2021 |
| --------- | ------------------------------- |
| Campeón   | Liniers                         |
| Gan. Red. | Puerto Nuevo                    |

| Posición  | Ascendidos a la Primera B 2022 |
| --------- | ------------------------------ |
| Campeón   | Dock Sud                       |
| Gan. Red. | Ituzaingó                      |

| Descendidos de la Primera B 2021 |
| -------------------------------- |
| No hubo                          |

## Equipos participantes
| Equipo              | Ciudad            | Estadio                                    | Capacidad |
| ------------------- | ----------------- | ------------------------------------------ | --------- |
| Argentino de Merlo  | Merlo             | Merlo                                      | 11 000    |
| Atlas               | General Rodríguez | Ricardo Puga                               | 2500      |
| Berazategui         | Berazategui       | Norman Lee                                 | 5500      |
| Central Córdoba     | Rosario           | Gabino Sosa                                | 18 000    |
| Claypole            | Claypole          | Rodolfo Capocasa                           | 3000      |
| Deportivo Español   | Buenos Aires      | Nueva España                               | 32 500    |
| Deportivo Laferrere | Laferrere         | Ciudad de Laferrere                        | 13 000    |
| El Porvenir         | Gerli             | Gildo Francisco Ghersinich                 | 14 000    |
| Excursionistas      | Buenos Aires      | Excursionistas                             | 7200      |
| Ferrocarril Midland | Libertad          | Ciudad de Libertad                         | 6000      |
| General Lamadrid    | Buenos Aires      | Enrique Sexto                              | 3500      |
| Leandro N. Alem     | General Rodríguez | Leandro N. Alem                            | 4000      |
| Liniers             | San Justo         | Juan Antonio Arias                         | 3500      |
| Luján               | Luján             | Municipal de la Ciudad de Luján 1 de Abril | 4000 2000 |
| Puerto Nuevo        | Campana           | Rubén Carlos Vallejos                      | 1000      |
| Real Pilar          | Pilar             | Carlos Barraza                             | 10 000    |
| San Martín          | Burzaco           | Francisco Boga                             | 6500      |
| Sportivo Italiano   | Ciudad Evita      | República de Italia                        | 7000      |
| Victoriano Arenas   | Valentín Alsina   | Saturnino Moure                            | 1500      |

|  |

### Distribución geográfica de los equipos
| Región                                   | Cant. | Equipos |
| ---------------------------------------- | ----- | --- |
| Conurbano bonaerense                     | 10    | Argentino de Merlo, Berazategui, Claypole, Deportivo Laferrere, El Porvenir, Ferrocarril Midland, Liniers, San Martín (B), Sportivo Italiano y Victoriano Arenas |
| Interior de la provincia de Buenos Aires | 5     | Atlas, Leandro N. Alem, Luján, Puerto Nuevo y Real Pilar |
| Ciudad de Buenos Aires                   | 3     | Deportivo Español, Excursionistas y General Lamadrid |
| Ciudad de Rosario                        | 1     | Central Córdoba |

## Formato

### Ascenso
El certamen se disputó por el sistema de todos contra todos, en dos ruedas. Ambas constituyeron dos torneos separados, llamados Apertura y Clausura. 
Al ser dos equipos diferentes los ganadores del Apertura y el Clausura, se disputó un torneo reducido por eliminación directa, por el título de campeón y el único ascenso, en cuatro instancias (primera y segunda fase, semifinales y final) del que participaron los ocho mejores equipos de la tabla general acumulada junto con los que obtuvieron ambos torneos.

### Descenso
El equipo que ocupó el último puesto de la tabla general acumulada de los dos torneos descendió a la Primera D.

### Clasificación a la Copa Argentina 2023
El campeón y los tres mejor ubicados en la Tabla general de posiciones participarán de los Treintaidosavos de final de la Copa Argentina 2023.

## Torneo Apertura

### Tabla de posiciones
| Pos. | Equipo              | Pts. | PJ | PG | PE | PP | GF | GC | Dif. |
| ---- | ------------------- | ---- | -- | -- | -- | -- | -- | -- | ---- |
| 1.º  | Ferrocarril Midland | 34   | 18 | 9  | 7  | 2  | 31 | 16 | 15   |
| 2.º  | Excursionistas      | 32   | 18 | 8  | 8  | 2  | 25 | 14 | 11   |
| 3.º  | Berazategui         | 31   | 18 | 9  | 4  | 5  | 22 | 16 | 6    |
| 4.º  | Sportivo Italiano   | 29   | 18 | 8  | 5  | 5  | 22 | 13 | 9    |
| 5.º  | Claypole            | 29   | 18 | 8  | 5  | 5  | 16 | 15 | 1    |
| 6.º  | Leandro N. Alem     | 28   | 18 | 7  | 7  | 4  | 18 | 14 | 4    |
| 7.º  | Real Pilar          | 28   | 18 | 8  | 4  | 6  | 17 | 13 | 4    |
| 8.º  | Deportivo Español   | 27   | 18 | 7  | 6  | 5  | 25 | 16 | 9    |
| 9.º  | Deportivo Laferrere | 27   | 18 | 5  | 12 | 1  | 9  | 5  | 4    |
| 10.º | Atlas               | 27   | 18 | 7  | 6  | 5  | 19 | 16 | 3    |
| 11.º | Luján               | 26   | 18 | 6  | 8  | 4  | 19 | 18 | 1    |
| 12.º | Liniers             | 25   | 18 | 7  | 4  | 7  | 24 | 21 | 3    |
| 13.º | General Lamadrid    | 25   | 18 | 7  | 4  | 7  | 23 | 24 | −1   |
| 14.º | Central Córdoba (R) | 20   | 18 | 4  | 8  | 6  | 18 | 19 | −1   |
| 15.º | Argentino de Merlo  | 20   | 18 | 5  | 5  | 8  | 15 | 21 | −6   |
| 16.º | Victoriano Arenas   | 18   | 18 | 5  | 3  | 10 | 15 | 28 | −13  |
| 17.º | San Martín (B)      | 11   | 18 | 1  | 8  | 9  | 14 | 28 | −14  |
| 18.º | El Porvenir         | 11   | 18 | 2  | 5  | 11 | 10 | 24 | −14  |
| 19.º | Puerto Nuevo        | 8    | 18 | 1  | 5  | 12 | 10 | 31 | −21  |

|  | Ganador. Clasificó a las semifinales del torneo reducido. |

#### Evolución de las posiciones
| Equipo / Fecha      | 1    | 2    | 3    | 4    | 5    | 6    | 7    | 8    | 9    | 10   | 11   | 12   | 13   | 14   | 15   | 16   | 17   | 18   | 19   |
| ------------------- | ---- | ---- | ---- | ---- | ---- | ---- | ---- | ---- | ---- | ---- | ---- | ---- | ---- | ---- | ---- | ---- | ---- | ---- | ---- |
| Argentino de Merlo  | -    | 18.º | 14.º | 12.º | 12.º | 12.º | 10.º | 11.º | 11.º | 9.º  | 10.º | 11.º | 10.º | 11.º | 11.° | 14.° | 14.° | 15.° | 15.° |
| Atlas               | 5.°  | 13.° | 9.°  | 8.°  | 3.°  | 6.°  | 12.° | 12.° | 13.° | 12.° | 11.° | 10.° | 9.°  | 10.° | 9.°  | 10.° | 10.° | 11.° | 10.° |
| Berazategui         | 3.°  | 1.°  | 3.°  | 1.°  | 1.°  | 1.°  | 1.°  | 1.°  | 1.°  | 1.°  | 1.°  | 3.°  | 3.°  | 8.°  | 10.° | 6.°  | 4.°  | 4.°  | 3.°  |
| Central Córdoba (R) | 1.°  | 4.°  | 13.° | 8.°  | 12.° | 15.° | 9.°  | 7.°  | 10.° | 11.° | 13.° | 13.° | 14.° | 13.° | 13.° | 15.° | 15.° | 14.° | 14.° |
| Claypole            | 1.°  | 3.°  | 1.°  | 2.°  | 3.°  | 4.°  | 7.°  | 10.° | 9.°  | 10.° | 9.°  | 9.°  | 12.° | 9.°  | 8.°  | 9.°  | 11.° | 8.°  | 5.°  |
| Deportivo Español   | 5.°  | 2.   | 7.°  | 8.°  | 3.°  | 5.°  | 5.°  | 5.°  | 2.°  | 5.°  | 5.°  | 4.°  | 6.°  | 2.°  | 2.°  | 3.°  | 5.°  | 5.°  | 8.°  |
| Deportivo Laferrere | 12.° | 7.°  | 2.°  | 2.°  | 2.°  | 2.°  | 3.°  | 3.°  | 6.°  | 2.°  | 3.°  | 7.°  | 5.°  | 6.°  | 6.°  | 8.°  | 8.°  | 6.°  | 9.°  |
| El Porvenir         | 18.° | 17.° | 17.° | 17.° | 17.° | 17.° | 19.° | 19.° | 19.° | 19.° | 19.° | 19.° | 18.° | 18.° | 18.° | 18.° | 18.° | 18.° | 18.° |
| Excursionistas      | 5.°  | 10.° | 6.°  | 8.°  | 11.° | 11.° | 11.° | 9.°  | 8.°  | 8.°  | 8.°  | 8.°  | 8.°  | 4.°  | 3.°  | 2.°  | 2.°  | 2.°  | 2.°  |
| Ferrocarril Midland | 5.°  | 12.° | 8.°  | 5.°  | 8.°  | 8.°  | 2.°  | 2.°  | 5.°  | 4.°  | 2.°  | 1.°  | 2.°  | 1.°  | 1.°  | 1.°  | 1.°  | 1.°  | 1.°  |
| General Lamadrid    | 12.° | 11.° | 15.° | 17.° | 17.° | 18.° | 16.° | 13.° | 14.° | 13.° | 12.° | 12.° | 11.° | 14.° | 14.° | 12.° | 9.°  | 12.° | 13.° |
| Leandro N. Alem     | 5.°  | 9.°  | 5.°  | 2.°  | 3.°  | 7.°  | 6.°  | 8.°  | 7.°  | 3.°  | 4.°  | 2.°  | 4.°  | 7.°  | 7.°  | 5.°  | 6.°  | 7.°  | 6.°  |
| Liniers             | 18.° | 19.° | 19.° | 19.° | 19.° | 19.° | 18.° | 14.° | 15.° | 16.° | 15.° | 14.° | 15.° | 12.° | 12.° | 11.° | 13.° | 13.° | 12.° |
| Luján               | 16.° | 13.° | 10.° | 12.° | 12.° | 13.° | 15.° | 15.° | 12.° | 14.° | 14.° | 15.° | 13.° | 15.° | 15.° | 13.° | 12.° | 9.°  | 11.° |
| Puerto Nuevo        | 15.° | 13.° | 16.° | 18.° | 16.° | 16.° | 17.° | 18.° | 18.° | 18.° | 18.° | 18.° | 19.° | 19.° | 19.° | 19.° | 19.° | 19.° | 19.° |
| Real Pilar          | 4.°  | 8.   | 4.°  | 5.°  | 8.°  | 9.°  | 8.°  | 6.°  | 4.°  | 7.°  | 7.°  | 6.°  | 1.°  | 5.°  | 4.°  | 7.°  | 7.°  | 10.° | 7.°  |
| San Martín (B)      | 16.° | 13.° | 18.° | 12.° | 12.° | 14.° | 14.° | 17.° | 17.° | 15.° | 16.° | 16.° | 16.° | 17.° | 17.° | 17.° | 17.° | 17.° | 17.° |
| Sportivo Italiano   | 5.°  | 6.°  | 10.° | 5.°  | 3.°  | 3.°  | 4.°  | 4.°  | 3.°  | 6.°  | 6.°  | 5.°  | 7.°  | 3.°  | 5.°  | 4.°  | 3.°  | 3.°  | 4.°  |
| Victoriano Arenas   | 4.°  | 5.°  | 10.° | 12.° | 8.°  | 10.° | 13.° | 16.° | 16.° | 17.° | 17.° | 17.° | 17.° | 16.° | 16.° | 16.° | 16.° | 16.° | 16.º |

|  |

### Resultados
| Fecha 1                   | Fecha 1   | Fecha 1             | Fecha 1                         | Fecha 1       | Fecha 1 |
| Local                     | Resultado | Visitante           | Estadio                         | Fecha         | Hora    |
| ------------------------- | --------- | ------------------- | ------------------------------- | ------------- | ------- |
| Victoriano Arenas         | 1 - 0     | San Martín (B)      | Saturnino Moure                 | 12 de febrero | 17:00   |
| Claypole                  | 2 - 0     | El Porvenir         | Rodolfo Capocasa                | 12 de febrero | 17:00   |
| Excursionistas            | 1 - 1     | Sportivo Italiano   | Excursionistas                  | 12 de febrero | 17:00   |
| Liniers                   | 0 - 2     | Central Córdoba (R) | Juan Antonio Arias              | 12 de febrero | 17:00   |
| Puerto Nuevo              | 1 - 2     | Berazategui         | Rubén Carlos Vallejos           | 13 de febrero | 17:00   |
| Deportivo Laferrere       | 0 - 0     | General Lamadrid    | Ciudad de Laferrere             | 13 de febrero | 17:00   |
| Luján                     | 0 - 1     | Real Pilar          | Municipal de la Ciudad de Luján | 13 de febrero | 17:00   |
| Atlas                     | 1 - 1     | Leandro N. Alem     | Ricardo Puga                    | 13 de febrero | 17:00   |
| Ferrocarril Midland       | 1 - 1     | Deportivo Español   | Ciudad de Libertad              | 13 de febrero | 20:00   |
| Libre: Argentino de Merlo |           |                     |                                 |               |         |

| Fecha 2                    | Fecha 2   | Fecha 2             | Fecha 2                    | Fecha 2       | Fecha 2 |
| Local                      | Resultado | Visitante           | Estadio                    | Fecha         | Hora    |
| -------------------------- | --------- | ------------------- | -------------------------- | ------------- | ------- |
| Central Córdoba (R)        | 0 - 0     | Excursionistas      | Gabino Sosa                | 19 de febrero | 17:00   |
| San Martín (B)             | 1 - 1     | Luján               | Francisco Boga             | 19 de febrero | 17:00   |
| Deportivo Español          | 4 - 2     | Liniers             | Nueva España               | 20 de febrero | 17:00   |
| Sportivo Italiano          | 1 - 0     | Atlas               | República de Italia        | 20 de febrero | 17:00   |
| Leandro N. Alem            | 2 - 2     | Claypole            | Leandro N. Alem            | 20 de febrero | 17:00   |
| El Porvenir                | 2 - 2     | Victoriano Arenas   | Gildo Francisco Ghersinich | 20 de febrero | 17:00   |
| Real Pilar                 | 0 - 1     | Deportivo Laferrere | Carlos Barraza             | 20 de febrero | 17:00   |
| General Lamadrid           | 0 - 0     | Puerto Nuevo        | Enrique Sexto              | 20 de febrero | 17:00   |
| Berazategui                | 3 - 2     | Argentino de Merlo  | Norman Lee                 | 20 de febrero | 17:00   |
| Libre: Ferrocarril Midland |           |                     |                            |               |         |

| Fecha 3             | Fecha 3   | Fecha 3             | Fecha 3                         | Fecha 3       | Fecha 3 |
| Local               | Resultado | Visitante           | Estadio                         | Fecha         | Hora    |
| ------------------- | --------- | ------------------- | ------------------------------- | ------------- | ------- |
| Luján               | 2 - 1     | El Porvenir         | Municipal de la Ciudad de Luján | 26 de febrero | 17:00   |
| Atlas               | 2 - 0     | Central Córdoba (R) | Ricardo Puga                    | 26 de febrero | 17:00   |
| Deportivo Laferrere | 2 - 0     | San Martín (B)      | Ciudad de Laferrere             | 26 de febrero | 19:00   |
| Victoriano Arenas   | 0 - 1     | Leandro N. Alem     | Saturnino Moure                 | 27 de febrero | 17:00   |
| Liniers             | 2 - 3     | Ferrocarril Midland | Juan Antonio Arias              | 27 de febrero | 17:00   |
| Argentino de Merlo  | 2 - 1     | General Lamadrid    | Merlo                           | 28 de febrero | 17:00   |
| Puerto Nuevo        | 0 - 1     | Real Pilar          | Rubén Carlos Vallejos           | 28 de febrero | 17:00   |
| Claypole            | 2 - 1     | Sportivo Italiano   | Rodolfo Capocasa                | 28 de febrero | 17:00   |
| Excursionistas      | 1 - 0     | Deportivo Español   | Excursionistas                  | 28 de febrero | 17:00   |
| Libre: Berazategui  |           |                     |                                 |               |         |

| Fecha 4             | Fecha 4   | Fecha 4             | Fecha 4                    | Fecha 4    | Fecha 4 |
| Local               | Resultado | Visitante           | Estadio                    | Fecha      | Hora    |
| ------------------- | --------- | ------------------- | -------------------------- | ---------- | ------- |
| El Porvenir         | 0 - 0     | Deportivo Laferrere | Gildo Francisco Ghersinich | 5 de marzo | 17:00   |
| Real Pilar          | 1 - 1     | Argentino de Merlo  | Carlos Barraza             | 5 de marzo | 20:00   |
| Sportivo Italiano   | 3 - 0     | Victoriano Arenas   | República de Italia        | 6 de marzo | 17:00   |
| Leandro N. Alem     | 2 - 0     | Luján               | Leandro N. Alem            | 6 de marzo | 17:00   |
| San Martín (B)      | 1 - 0     | Puerto Nuevo        | Francisco Boga             | 6 de marzo | 17:00   |
| Ferrocarril Midland | 4 - 0     | Excursionistas      | Ciudad de Libertad         | 6 de marzo | 19:00   |
| Deportivo Español   | 0 - 0     | Atlas               | Nueva España               | 7 de marzo | 17:00   |
| Central Córdoba (R) | 0 - 0     | Claypole            | Gabino Sosa                | 7 de marzo | 17:00   |
| General Lamadrid    | 0 - 3     | Berazategui         | Enrique Sexto              | 7 de marzo | 17:00   |
| Libre: Liniers      |           |                     |                            |            |         |

| Fecha 5                 | Fecha 5   | Fecha 5             | Fecha 5                         | Fecha 5     | Fecha 5 |
| Local                   | Resultado | Visitante           | Estadio                         | Fecha       | Hora    |
| ----------------------- | --------- | ------------------- | ------------------------------- | ----------- | ------- |
| Atlas                   | 3 - 2     | Ferrocarril Midland | Ricardo Puga                    | 12 de marzo | 17:00   |
| Excursionistas          | 1 - 1     | Liniers             | Excursionistas                  | 12 de marzo | 17:00   |
| Berazategui             | 1 - 0     | Real Pilar          | Norman Lee                      | 13 de marzo | 17:00   |
| Argentino de Merlo      | 1 - 1     | San Martín (B)      | Merlo                           | 13 de marzo | 17:00   |
| Puerto Nuevo            | 2 - 1     | El Porvenir         | Rubén Carlos Vallejos           | 13 de marzo | 17:00   |
| Deportivo Laferrere     | 1 - 0     | Leandro N. Alem     | Ciudad de Laferrere             | 13 de marzo | 17:00   |
| Luján                   | 0 - 0     | Sportivo Italiano   | Municipal de la Ciudad de Luján | 13 de marzo | 17:00   |
| Victoriano Arenas       | 2 - 0     | Central Córdoba (R) | Saturnino Moure                 | 13 de marzo | 17:00   |
| Claypole                | 1 - 2     | Deportivo Español   | Rodolfo Capocasa                | 13 de marzo | 17:00   |
| Libre: General Lamadrid |           |                     |                                 |             |         |

| Fecha 6               | Fecha 6   | Fecha 6             | Fecha 6                    | Fecha 6     | Fecha 6 |
| Local                 | Resultado | Visitante           | Estadio                    | Fecha       | Hora    |
| --------------------- | --------- | ------------------- | -------------------------- | ----------- | ------- |
| Central Córdoba (R)   | 3 - 1     | Luján               | Gabino Sosa                | 19 de marzo | 15:30   |
| Sportivo Italiano     | 0 - 0     | Deportivo Laferrere | República de Italia        | 19 de marzo | 15:30   |
| Real Pilar            | 2 - 1     | General Lamadrid    | Carlos Barraza             | 19 de marzo | 20:00   |
| Liniers               | 2 - 1     | Atlas               | Juan Antonio Arias         | 20 de marzo | 15:30   |
| Ferrocarril Midland   | 2 - 0     | Claypole            | Ciudad de Libertad         | 20 de marzo | 15:30   |
| Leandro N. Alem       | 1 - 1     | Puerto Nuevo        | Leandro N. Alem            | 20 de marzo | 15:30   |
| El Porvenir           | 1 - 2     | Argentino de Merlo  | Gildo Francisco Ghersinich | 20 de marzo | 15:30   |
| San Martín (B)        | 1 - 1     | Berazategui         | Francisco Boga             | 20 de marzo | 15:30   |
| Deportivo Español     | 2 - 0     | Victoriano Arenas   | Nueva España               | 21 de marzo | 15:30   |
| Libre: Excursionistas |           |                     |                            |             |         |

| Fecha 7             | Fecha 7   | Fecha 7             | Fecha 7                         | Fecha 7     | Fecha 7 |
| Local               | Resultado | Visitante           | Estadio                         | Fecha       | Hora    |
| ------------------- | --------- | ------------------- | ------------------------------- | ----------- | ------- |
| General Lamadrid    | 2 - 1     | San Martín (B)      | Enrique Sexto                   | 26 de marzo | 15:30   |
| Berazategui         | 1 - 0     | El Porvenir         | Norman Lee                      | 27 de marzo | 15:30   |
| Argentino de Merlo  | 0 - 1     | Leandro N. Alem     | Merlo                           | 27 de marzo | 15:30   |
| Deportivo Laferrere | 1 - 1     | Central Córdoba (R) | Ciudad de Laferrere             | 27 de marzo | 15:30   |
| Luján               | 2 - 2     | Deportivo Español   | Municipal de la Ciudad de Luján | 27 de marzo | 15:30   |
| Victoriano Arenas   | 2 - 3     | Ferrocarril Midland | Saturnino Moure                 | 27 de marzo | 15:30   |
| Claypole            | 2 - 1     | Liniers             | Rodolfo Capocasa                | 27 de marzo | 15:30   |
| Atlas               | 1 - 2     | Excursionistas      | Ricardo Puga                    | 27 de marzo | 15:30   |
| Puerto Nuevo        | 1 - 3     | Sportivo Italiano   | Rubén Carlos Vallejos           | 29 de marzo | 15:30   |
| Libre: Real Pilar   |           |                     |                                 |             |         |

| Fecha 8             | Fecha 8   | Fecha 8             | Fecha 8                    | Fecha 8    | Fecha 8 |
| Local               | Resultado | Visitante           | Estadio                    | Fecha      | Hora    |
| ------------------- | --------- | ------------------- | -------------------------- | ---------- | ------- |
| Central Córdoba (R) | 6 - 2     | Puerto Nuevo        | Gabino Sosa                | 2 de abril | 15:30   |
| Liniers             | 3 - 1     | Victoriano Arenas   | Juan Antonio Arias         | 3 de abril | 15:30   |
| Leandro N. Alem     | 0 - 1     | Berazategui         | Leandro N. Alem            | 3 de abril | 15:30   |
| El Porvenir         | 0 - 2     | General Lamadrid    | Gildo Francisco Ghersinich | 3 de abril | 15:30   |
| San Martín (B)      | 0 - 1     | Real Pilar          | Francisco Boga             | 3 de abril | 15:30   |
| Ferrocarril Midland | 1 - 1     | Luján               | Ciudad de Libertad         | 3 de abril | 19:00   |
| Excursionistas      | 2 - 0     | Claypole            | Excursionistas             | 4 de abril | 15:30   |
| Deportivo Español   | 0 - 0     | Deportivo Laferrere | Nueva España               | 4 de abril | 15:30   |
| Sportivo Italiano   | 0 - 0     | Argentino de Merlo  | República de Italia        | 4 de abril | 15:30   |
| Libre: Atlas        |           |                     |                            |            |         |

| Fecha 9               | Fecha 9   | Fecha 9             | Fecha 9                         | Fecha 9     | Fecha 9 |
| Local                 | Resultado | Visitante           | Estadio                         | Fecha       | Hora    |
| --------------------- | --------- | ------------------- | ------------------------------- | ----------- | ------- |
| Real Pilar            | 3 - 0     | El Porvenir         | Carlos Barraza                  | 9 de abril  | 19:00   |
| General Lamadrid      | 0 - 1     | Leandro N. Alem     | Enrique Sexto                   | 10 de abril | 15:30   |
| Berazategui           | 0 - 1     | Sportivo Italiano   | Norman Lee                      | 10 de abril | 15:30   |
| Puerto Nuevo          | 0 - 3     | Deportivo Español   | Rubén Carlos Vallejos           | 10 de abril | 15:30   |
| Luján                 | 1 - 0     | Liniers             | Municipal de la Ciudad de Luján | 10 de abril | 15:30   |
| Victoriano Arenas     | 0 - 1     | Excursionistas      | Saturnino Moure                 | 10 de abril | 15:30   |
| Claypole              | 1 - 0     | Atlas               | Rodolfo Capocasa                | 10 de abril | 15:30   |
| Argentino de Merlo    | 1 - 0     | Central Córdoba (R) | Merlo                           | 11 de abril | 15:30   |
| Deportivo Laferrere   | 1 - 1     | Ferrocarril Midland | Ciudad de Laferrere             | 11 de abril | 19:00   |
| Libre: San Martín (B) |           |                     |                                 |             |         |

| Fecha 10            | Fecha 10  | Fecha 10            | Fecha 10                   | Fecha 10    | Fecha 10 |
| Local               | Resultado | Visitante           | Estadio                    | Fecha       | Hora     |
| ------------------- | --------- | ------------------- | -------------------------- | ----------- | -------- |
| Atlas               | 2 - 1     | Victoriano Arenas   | Ricardo Puga               | 16 de abril | 15:30    |
| Excursionistas      | 2 - 2     | Luján               | Excursionistas             | 17 de abril | 15:30    |
| Liniers             | 0 - 1     | Deportivo Laferrere | Juan Antonio Arias         | 17 de abril | 15:30    |
| Central Córdoba (R) | 1 - 1     | Berazategui         | Gabino Sosa                | 17 de abril | 15:30    |
| Sportivo Italiano   | 1 - 2     | General Lamadrid    | República de Italia        | 17 de abril | 15:30    |
| Leandro N. Alem     | 1 - 0     | Real Pilar          | Leandro N. Alem            | 17 de abril | 15:30    |
| El Porvenir         | 1 - 1     | San Martín (B)      | Gildo Francisco Ghersinich | 17 de abril | 15:30    |
| Ferrocarril Midland | 0 - 0     | Puerto Nuevo        | Ciudad de Libertad         | 17 de abril | 19:00    |
| Deportivo Español   | 0 - 1     | Argentino de Merlo  | Nueva España               | 18 de abril | 15:30    |
| Libre: Claypole     |           |                     |                            |             |          |

| Fecha 11            | Fecha 11  | Fecha 11            | Fecha 11                        | Fecha 11    | Fecha 11 |
| Local               | Resultado | Visitante           | Estadio                         | Fecha       | Hora     |
| ------------------- | --------- | ------------------- | ------------------------------- | ----------- | -------- |
| Berazategui         | 0 - 0     | Deportivo Español   | Norman Lee                      | 23 de abril | 15:30    |
| Victoriano Arenas   | 0 - 0     | Claypole            | Saturnino Moure                 | 23 de abril | 15:30    |
| Real Pilar          | 0 - 0     | Sportivo Italiano   | Carlos Barraza                  | 23 de abril | 19:00    |
| San Martín (B)      | 0 - 0     | Leandro N. Alem     | Francisco Boga                  | 24 de abril | 15:30    |
| General Lamadrid    | 3 - 1     | Central Córdoba (R) | Enrique Sexto                   | 24 de abril | 15:30    |
| Argentino de Merlo  | 1 - 4     | Ferrocarril Midland | Merlo                           | 24 de abril | 15:30    |
| Puerto Nuevo        | 0 - 2     | Liniers             | Rubén Carlos Vallejos           | 24 de abril | 15:30    |
| Deportivo Laferrere | 0 - 0     | Excursionistas      | Ciudad de Laferrere             | 24 de abril | 15:30    |
| Luján               | 0 - 1     | Atlas               | Municipal de la Ciudad de Luján | 24 de abril | 15:30    |
| Libre: El Porvenir  |           |                     |                                 |             |          |

| Fecha 12                 | Fecha 12  | Fecha 12            | Fecha 12            | Fecha 12    | Fecha 12 |
| Local                    | Resultado | Visitante           | Estadio             | Fecha       | Hora     |
| ------------------------ | --------- | ------------------- | ------------------- | ----------- | -------- |
| Liniers                  | 1 - 0     | Argentino de Merlo  | Juan Antonio Arias  | 29 de abril | 15:30    |
| Deportivo Español        | 3 - 1     | General Lamadrid    | Nueva España        | 30 de abril | 15:30    |
| Central Córdoba (R)      | 0 - 1     | Real Pilar          | Gabino Sosa         | 30 de abril | 15:30    |
| Claypole                 | 0 - 0     | Luján               | Rodolfo Capocasa    | 2 de mayo   | 15:30    |
| Atlas                    | 0 - 0     | Deportivo Laferrere | Ricardo Puga        | 2 de mayo   | 15:30    |
| Leandro N. Alem          | 2 - 1     | El Porvenir         | Leandro N. Alem     | 2 de mayo   | 15:30    |
| Excursionistas           | 2 - 0     | Puerto Nuevo        | Excursionistas      | 2 de mayo   | 17:00    |
| Ferrocarril Midland      | 2 - 0     | Berazategui         | Ciudad de Libertad  | 2 de mayo   | 17:00    |
| Sportivo Italiano        | 4 - 1     | San Martín (B)      | República de Italia | 2 de mayo   | 20:00    |
| Libre: Victoriano Arenas |           |                     |                     |             |          |

| Fecha 13               | Fecha 13  | Fecha 13            | Fecha 13                        | Fecha 13  | Fecha 13 |
| Local                  | Resultado | Visitante           | Estadio                         | Fecha     | Hora     |
| ---------------------- | --------- | ------------------- | ------------------------------- | --------- | -------- |
| El Porvenir            | 1 - 0     | Sportivo Italiano   | Gildo Francisco Ghersinich      | 6 de mayo | 15:30    |
| San Martín (B)         | 1 - 1     | Central Córdoba (R) | Francisco Boga                  | 6 de mayo | 15:30    |
| General Lamadrid       | 2 - 0     | Ferrocarril Midland | Enrique Sexto                   | 6 de mayo | 15:30    |
| Berazategui            | 1 - 1     | Liniers             | Norman Lee                      | 6 de mayo | 15:30    |
| Argentino de Merlo     | 1 - 0     | Excursionistas      | Merlo                           | 6 de mayo | 15:30    |
| Puerto Nuevo           | 0 - 2     | Atlas               | Rubén Carlos Vallejos           | 6 de mayo | 15:30    |
| Luján                  | 3 - 2     | Victoriano Arenas   | Municipal de la Ciudad de Luján | 6 de mayo | 15:30    |
| Real Pilar             | 2 - 1     | Deportivo Español   | Carlos Barraza                  | 6 de mayo | 19:00    |
| Deportivo Laferrere    | 0 - 0     | Claypole            | Ciudad de Laferrere             | 6 de mayo | 19:15    |
| Libre: Leandro N. Alem |           |                     |                                 |           |          |

| Fecha 14            | Fecha 14  | Fecha 14            | Fecha 14            | Fecha 14   | Fecha 14 |
| Local               | Resultado | Visitante           | Estadio             | Fecha      | Hora     |
| ------------------- | --------- | ------------------- | ------------------- | ---------- | -------- |
| Victoriano Arenas   | 0 - 0     | Deportivo Laferrere | Saturnino Moure     | 10 de mayo | 15:30    |
| Claypole            | 1 - 0     | Puerto Nuevo        | Rodolfo Capocasa    | 10 de mayo | 15:30    |
| Atlas               | 1 - 1     | Argentino de Merlo  | Ricardo Puga        | 10 de mayo | 15:30    |
| Liniers             | 4 - 0     | General Lamadrid    | Juan Antonio Arias  | 10 de mayo | 15:30    |
| Deportivo Español   | 4 - 1     | San Martín (B)      | Nueva España        | 10 de mayo | 15:30    |
| Central Córdoba (R) | 1 - 0     | El Porvenir         | Gabino Sosa         | 10 de mayo | 15:30    |
| Excursionistas      | 5 - 0     | Berazategui         | Excursionistas      | 10 de mayo | 19:10    |
| Ferrocarril Midland | 2 - 0     | Real Pilar          | Ciudad de Libertad  | 10 de mayo | 19:15    |
| Sportivo Italiano   | 3 - 2     | Leandro N. Alem     | República de Italia | 10 de mayo | 20:00    |
| Libre: Luján        |           |                     |                     |            |          |

| Fecha 15                 | Fecha 15  | Fecha 15            | Fecha 15                   | Fecha 15   | Fecha 15 |
| Local                    | Resultado | Visitante           | Estadio                    | Fecha      | Hora     |
| ------------------------ | --------- | ------------------- | -------------------------- | ---------- | -------- |
| General Lamadrid         | 2 - 2     | Excursionistas      | Enrique Sexto              | 14 de mayo | 15:30    |
| San Martín (B)           | 1 - 1     | Ferrocarril Midland | Francisco Boga             | 15 de mayo | 15:30    |
| Real Pilar               | 1 - 1     | Liniers             | Carlos Barraza             | 15 de mayo | 15:30    |
| Berazategui              | 0 - 1     | Atlas               | Norman Lee                 | 15 de mayo | 15:30    |
| Argentino de Merlo       | 0 - 2     | Claypole            | Merlo                      | 15 de mayo | 15:30    |
| Puerto Nuevo             | 0 - 1     | Victoriano Arenas   | Rubén Carlos Vallejos      | 15 de mayo | 15:30    |
| Deportivo Laferrere      | 0 - 0     | Luján               | Ciudad de Laferrere        | 15 de mayo | 15:30    |
| Leandro N. Alem          | 0 - 0     | Central Córdoba (R) | Leandro N. Alem            | 15 de mayo | 15:30    |
| El Porvenir              | 0 - 2     | Deportivo Español   | Gildo Francisco Ghersinich | 15 de mayo | 15:30    |
| Libre: Sportivo Italiano |           |                     |                            |            |          |

| Fecha 16                   | Fecha 16  | Fecha 16           | Fecha 16                        | Fecha 16   | Fecha 16 |
| Local                      | Resultado | Visitante          | Estadio                         | Fecha      | Hora     |
| -------------------------- | --------- | ------------------ | ------------------------------- | ---------- | -------- |
| Atlas                      | 1 - 3     | General Lamadrid   | Ricardo Puga                    | 20 de mayo | 15:30    |
| Liniers                    | 2 - 1     | San Martín (B)     | Juan Antonio Arias              | 21 de mayo | 15:30    |
| Central Córdoba (R)        | 1 - 3     | Sportivo Italiano  | Gabino Sosa                     | 21 de mayo | 15:30    |
| Ferrocarril Midland        | 1 - 1     | El Porvenir        | Ciudad de Libertad              | 21 de mayo | 20:05    |
| Luján                      | 3 - 1     | Puerto Nuevo       | Municipal de la Ciudad de Luján | 22 de mayo | 11:00    |
| Victoriano Arenas          | 2 - 1     | Argentino de Merlo | Saturnino Moure                 | 22 de mayo | 14:00    |
| Claypole                   | 0 - 2     | Berazategui        | Rodolfo Capocasa                | 22 de mayo | 14:00    |
| Excursionistas             | 2 - 0     | Real Pilar         | Excursionistas                  | 22 de mayo | 14:00    |
| Deportivo Español          | 0 - 2     | Leandro N. Alem    | Nueva España                    | 22 de mayo | 14:00    |
| Libre: Deportivo Laferrere |           |                    |                                 |            |          |

| Fecha 17                   | Fecha 17  | Fecha 17            | Fecha 17                   | Fecha 17   | Fecha 17 |
| Local                      | Resultado | Visitante           | Estadio                    | Fecha      | Hora     |
| -------------------------- | --------- | ------------------- | -------------------------- | ---------- | -------- |
| Real Pilar                 | 1 - 1     | Atlas               | Carlos Barraza             | 28 de mayo | 19:00    |
| Sportivo Italiano          | 1 - 0     | Deportivo Español   | República de Italia        | 29 de mayo | 15:30    |
| Leandro N. Alem            | 1 - 3     | Ferrocarril Midland | Leandro N. Alem            | 29 de mayo | 15:30    |
| El Porvenir                | 1 - 0     | Liniers             | Gildo Francisco Ghersinich | 29 de mayo | 15:30    |
| San Martín (B)             | 2 - 4     | Excursionistas      | Francisco Boga             | 29 de mayo | 15:30    |
| General Lamadrid           | 3 - 1     | Claypole            | Enrique Sexto              | 29 de mayo | 15:30    |
| Berazategui                | 4 - 0     | Victoriano Arenas   | Norman Lee                 | 29 de mayo | 15:30    |
| Argentino de Merlo         | 0 - 1     | Luján               | Merlo                      | 29 de mayo | 15:30    |
| Puerto Nuevo               | 1 - 1     | Deportivo Laferrere | Rubén Carlos Vallejos      | 29 de mayo | 15:30    |
| Libre: Central Córdoba (R) |           |                     |                            |            |          |

| Fecha 18            | Fecha 18  | Fecha 18            | Fecha 18                        | Fecha 18   | Fecha 18 |
| Local               | Resultado | Visitante           | Estadio                         | Fecha      | Hora     |
| ------------------- | --------- | ------------------- | ------------------------------- | ---------- | -------- |
| Deportivo Español   | 1 - 1     | Central Córdoba (R) | Nueva España                    | 3 de junio | 15:30    |
| Luján               | 1 - 0     | Berazategui         | Municipal de la Ciudad de Luján | 4 de junio | 15:30    |
| Claypole            | 1 - 0     | Real Pilar          | Rodolfo Capocasa                | 4 de junio | 15:30    |
| Deportivo Laferrere | 1 - 0     | Argentino de Merlo  | Ciudad de Laferrere             | 5 de junio | 13:00    |
| Victoriano Arenas   | 1 - 0     | General Lamadrid    | Saturnino Moure                 | 5 de junio | 13:00    |
| Atlas               | 1 - 1     | San Martín (B)      | Ricardo Puga                    | 5 de junio | 13:00    |
| Liniers             | 1 - 1     | Leandro N. Alem     | Juan Antonio Arias              | 5 de junio | 13:00    |
| Excursionistas      | 0 - 0     | El Porvenir         | Excursionistas                  | 5 de junio | 19:00    |
| Ferrocarril Midland | 1 - 0     | Sportivo Italiano   | Ciudad de Libertad              | 5 de junio | 19:00    |
| Libre: Puerto Nuevo |           |                     |                                 |            |          |

| Fecha 19                 | Fecha 19  | Fecha 19            | Fecha 19                   | Fecha 19    | Fecha 19 |
| Local                    | Resultado | Visitante           | Estadio                    | Fecha       | Hora     |
| ------------------------ | --------- | ------------------- | -------------------------- | ----------- | -------- |
| San Martín (B)           | 0 - 1     | Claypole            | Francisco Boga             | 11 de junio | 11:00    |
| Central Córdoba (R)      | 0 - 0     | Ferrocarril Midland | Gabino Sosa                | 12 de junio | 15:30    |
| Sportivo Italiano        | 0 - 1     | Liniers             | República de Italia        | 12 de junio | 15:30    |
| Leandro N. Alem          | 0 - 0     | Excursionistas      | Leandro N. Alem            | 12 de junio | 15:30    |
| El Porvenir              | 0 - 1     | Atlas               | Gildo Francisco Ghersinich | 12 de junio | 15:30    |
| Real Pilar               | 3 - 0     | Victoriano Arenas   | Carlos Barraza             | 12 de junio | 15:30    |
| General Lamadrid         | 1 - 1     | Luján               | Enrique Sexto              | 12 de junio | 15:30    |
| Berazategui              | 2 - 0     | Deportivo Laferrere | Norman Lee                 | 12 de junio | 15:30    |
| Argentino de Merlo       | 1 - 1     | Puerto Nuevo        | Merlo                      | 12 de junio | 15:30    |
| Libre: Deportivo Español |           |                     |                            |             |          |

## Torneo Clausura

### Tabla de posiciones
| Pos. | Equipo              | Pts. | PJ | PG | PE | PP | GF | GC | Dif. |
| ---- | ------------------- | ---- | -- | -- | -- | -- | -- | -- | ---- |
| 1.º  | Argentino de Merlo  | 39   | 18 | 12 | 3  | 3  | 32 | 16 | 16   |
| 2.º  | Deportivo Español   | 38   | 18 | 11 | 5  | 2  | 23 | 10 | 13   |
| 3.º  | Claypole            | 32   | 18 | 10 | 2  | 6  | 27 | 19 | 8    |
| 4.º  | Real Pilar          | 31   | 18 | 8  | 7  | 3  | 24 | 14 | 10   |
| 5.º  | Excursionistas      | 31   | 18 | 9  | 4  | 5  | 26 | 18 | 8    |
| 6.º  | Puerto Nuevo        | 29   | 18 | 7  | 8  | 3  | 16 | 15 | 1    |
| 7.º  | Deportivo Laferrere | 28   | 18 | 8  | 4  | 6  | 20 | 16 | 4    |
| 8.º  | Sportivo Italiano   | 27   | 18 | 7  | 6  | 5  | 19 | 14 | 5    |
| 9.º  | Atlas               | 27   | 18 | 7  | 6  | 5  | 17 | 16 | 1    |
| 10.º | Berazategui         | 26   | 18 | 8  | 2  | 8  | 27 | 25 | 2    |
| 11.º | Central Córdoba (R) | 25   | 18 | 7  | 4  | 7  | 20 | 18 | 2    |
| 12.º | Luján               | 21   | 18 | 5  | 6  | 7  | 18 | 23 | −5   |
| 13.º | Liniers             | 20   | 18 | 4  | 8  | 6  | 21 | 24 | −3   |
| 14.º | Ferrocarril Midland | 19   | 18 | 5  | 4  | 9  | 17 | 22 | −5   |
| 15.º | San Martín (B)      | 16   | 18 | 4  | 4  | 10 | 12 | 19 | −7   |
| 16.º | General Lamadrid    | 16   | 18 | 3  | 7  | 8  | 16 | 24 | −8   |
| 17.º | Victoriano Arenas   | 13   | 18 | 3  | 4  | 11 | 13 | 26 | −13  |
| 18.º | El Porvenir         | 12   | 18 | 2  | 6  | 10 | 13 | 27 | −14  |
| 19.º | Leandro N. Alem     | 11   | 18 | 2  | 8  | 8  | 11 | 26 | −15  |

|  | Ganador. Clasificó a las semifinales del torneo reducido. |

| 1. |

#### Evolución de las posiciones
| Equipo / Fecha      | 1    | 2    | 3    | 4    | 5    | 6    | 7    | 8    | 9    | 10   | 11   | 12   | 13   | 14   | 15   | 16   | 17   | 18   | 19   |
| ------------------- | ---- | ---- | ---- | ---- | ---- | ---- | ---- | ---- | ---- | ---- | ---- | ---- | ---- | ---- | ---- | ---- | ---- | ---- | ---- |
| Argentino de Merlo  | -    | 7.º  | 5.º  | 2.º  | 1.º  | 1.º  | 1.º  | 2.º  | 3.º  | 4.º  | 2.º  | 2.º  | 2.º  | 2.º  | 2.º  | 1.º  | 1.º  | 2.º  | 1.º  |
| Atlas               | 5.º  | 3.º  | 1.º  | 3.º  | 3.º  | 4.º  | 3.º  | 4.º  | 6.º  | 5.º  | 3.º  | 5.º  | 6.º  | 11.º | 8.º  | 9.º  | 8.º  | 9.º  | 10.º |
| Berazategui         | 11.º | 14.º | 16.º | 17.º | 18.º | 14.º | 12.º | 10.º | 11.º | 11.º | 14.º | 12.º | 12.º | 10.º | 11.º | 11.º | 11.º | 11.º | 9.º  |
| Central Córdoba (R) | 5.º  | 12.º | 18.º | 12.º | 6.º  | 11.º | 8.º  | 11.º | 10.º | 10.º | 10.º | 7.º  | 8.º  | 7.º  | 6.º  | 7.º  | 9.º  | 10.º | 11.º |
| Claypole            | 2.º  | 1.º  | 4.º  | 7.º  | 7.º  | 6.º  | 6.º  | 8.º  | 8.º  | 9.º  | 5.º  | 4.º  | 5.º  | 9.º  | 10.º | 10.º | 6.º  | 4.º  | 5.º  |
| Deportivo Español   | 4.º  | 2.º  | 2.º  | 1.º  | 2.º  | 2.º  | 2.º  | 1.º  | 1.º  | 1.º  | 1.º  | 1.º  | 1.º  | 1.º  | 1.º  | 2.º  | 2.º  | 1.º  | 2.º  |
| Deportivo Laferrere | 11.º | 17.º | 8.º  | 5.º  | 8.º  | 8.º  | 10.º | 12.º | 14.º | 15.º | 12.º | 11.º | 11.º | 5.º  | 4.º  | 5.º  | 7.º  | 7.º  | 7.º  |
| El Porvenir         | 18.º | 16.º | 19.º | 19.º | 15.º | 16.º | 18.º | 19.º | 18.º | 18.º | 18.º | 18.º | 18.º | 18.º | 18.º | 18.º | 18.º | 19.º | 18.º |
| Excursionistas      | 18.º | 8.º  | 9.º  | 6.º  | 4.º  | 7.º  | 8.º  | 5.º  | 2.º  | 3.º  | 5.º  | 3.º  | 4.º  | 6.º  | 5.º  | 6.º  | 5.º  | 6.º  | 4.º  |
| Ferrocarril Midland | 16.º | 19.º | 16.º | 18.º | 19.º | 19.º | 16.º | 14.º | 12.º | 12.º | 13.º | 15.º | 13.º | 13.º | 13.º | 13.º | 13.º | 13.º | 14.º |
| General Lamadrid    | 11.º | 10.º | 12.º | 10.º | 11.º | 12.º | 14.º | 13.º | 13.º | 13.º | 11.º | 13.º | 14.º | 14.º | 15.º | 14.º | 16.º | 16.º | 16.º |
| Leandro N. Alem     | 5.º  | 18.º | 15.º | 16.º | 17.º | 18.º | 19.º | 18.º | 17.º | 17.º | 17.º | 17.º | 17.º | 17.º | 17.º | 16.º | 17.º | 17.º | 19.º |
| Liniers             | 5.º  | 12.º | 12.º | 15.º | 16.º | 17.º | 17.º | 15.º | 15.º | 16.º | 16.º | 16.º | 16.º | 16.º | 16.º | 17.º | 14.º | 14.º | 13.º |
| Luján               | 5.º  | 5.º  | 2.º  | 4.º  | 5.º  | 4.º  | 4.º  | 7.º  | 5.º  | 6.º  | 7.º  | 9.º  | 9.º  | 12.º | 12.º | 12.º | 12.º | 12.º | 12.º |
| Puerto Nuevo        | 11.º | 10.º | 10.º | 13.º | 13.º | 10.º | 7.º  | 6.º  | 7.º  | 7.º  | 8.º  | 10.º | 10.º | 4.º  | 7.º  | 4.º  | 4.º  | 5.º  | 6.º  |
| Real Pilar          | 5.º  | 4.º  | 7.º  | 9.º  | 10.º | 3.º  | 5.º  | 3.º  | 4.º  | 2.º  | 4.º  | 6.º  | 3.º  | 3.º  | 3.º  | 3.º  | 3.º  | 3.º  | 3.º  |
| San Martín (B)      | 1.º  | 6.º  | 11.º | 14.º | 14.º | 15.º | 13.º | 16.º | 16.º | 14.º | 15.º | 14.º | 15.º | 15.º | 14.º | 15.º | 15.º | 15.º | 15.º |
| Sportivo Italiano   | 2.º  | 8.º  | 6.º  | 8.º  | 9.º  | 9.º  | 11.º | 9.º  | 9.º  | 8.º  | 9.º  | 8.º  | 7.º  | 8.º  | 9.º  | 8.º  | 10.º | 8.º  | 8.º  |
| Victoriano Arenas   | 17.º | 15.º | 14.º | 11.º | 12.º | 13.º | 15.º | 17.º | 19.º | 19.º | 19.º | 19.º | 19.º | 19.º | 19.º | 19.º | 19.º | 18.º | 17.º |

| 1. 2. 3. |

### Resultados
| Fecha 1                   | Fecha 1   | Fecha 1             | Fecha 1                    | Fecha 1     | Fecha 1 |
| Local                     | Resultado | Visitante           | Estadio                    | Fecha       | Hora    |
| ------------------------- | --------- | ------------------- | -------------------------- | ----------- | ------- |
| General Lamadrid          | 0 - 0     | Deportivo Laferrere | Enrique Sexto              | 18 de junio | 15:30   |
| Real Pilar                | 1 - 1     | Luján               | Carlos Barraza             | 18 de junio | 15:30   |
| El Porvenir               | 0 - 2     | Claypole            | Gildo Francisco Ghersinich | 18 de junio | 15:30   |
| Central Córdoba (R)       | 1 - 1     | Liniers             | Gabino Sosa                | 18 de junio | 15:30   |
| Deportivo Español         | 1 - 0     | Ferrocarril Midland | Nueva España               | 18 de junio | 15:30   |
| Berazategui               | 0 - 0     | Puerto Nuevo        | Norman Lee                 | 19 de junio | 15:30   |
| San Martín (B)            | 3 - 1     | Victoriano Arenas   | Francisco Boga             | 19 de junio | 15:30   |
| Leandro N. Alem           | 1 - 1     | Atlas               | Leandro N. Alem            | 19 de junio | 15:30   |
| Sportivo Italiano         | 2 - 0     | Excursionistas      | República de Italia        | 20 de junio | 15:30   |
| Libre: Argentino de Merlo |           |                     |                            |             |         |

| Fecha 2                    | Fecha 2   | Fecha 2             | Fecha 2                         | Fecha 2     | Fecha 2 |
| Local                      | Resultado | Visitante           | Estadio                         | Fecha       | Hora    |
| -------------------------- | --------- | ------------------- | ------------------------------- | ----------- | ------- |
| Liniers                    | 1 - 2     | Deportivo Español   | Juan Antonio Arias              | 25 de junio | 15:30   |
| Victoriano Arenas          | 1 - 1     | El Porvenir         | Saturnino Moure                 | 25 de junio | 15:30   |
| Puerto Nuevo               | 1 - 1     | General Lamadrid    | Rubén Carlos Vallejos           | 25 de junio | 15:30   |
| Excursionistas             | 2 - 1     | Central Córdoba (R) | Excursionistas                  | 26 de junio | 15:30   |
| Atlas                      | 3 - 0     | Sportivo Italiano   | Ricardo Puga                    | 26 de junio | 15:30   |
| Claypole                   | 3 - 0     | Leandro N. Alem     | Rodolfo Capocasa                | 26 de junio | 15:30   |
| Luján                      | 1 - 0     | San Martín (B)      | Municipal de la Ciudad de Luján | 26 de junio | 15:30   |
| Argentino de Merlo         | 2 - 1     | Berazategui         | Merlo                           | 26 de junio | 15:30   |
| Deportivo Laferrere        | 0 - 2     | Real Pilar          | Ciudad de Laferrere             | 26 de junio | 17:30   |
| Libre: Ferrocarril Midland |           |                     |                                 |             |         |

| Fecha 3             | Fecha 3   | Fecha 3             | Fecha 3                    | Fecha 3    | Fecha 3 |
| Local               | Resultado | Visitante           | Estadio                    | Fecha      | Hora    |
| ------------------- | --------- | ------------------- | -------------------------- | ---------- | ------- |
| El Porvenir         | 2 - 3     | Luján               | Gildo Francisco Ghersinich | 2 de julio | 11:00   |
| Central Córdoba (R) | 0 - 1     | Atlas               | Gabino Sosa                | 2 de julio | 15:30   |
| Real Pilar          | 0 - 0     | Puerto Nuevo        | Carlos Barraza             | 3 de julio | 15:30   |
| San Martín (B)      | 0 - 2     | Deportivo Laferrere | Francisco Boga             | 3 de julio | 15:30   |
| Leandro N. Alem     | 0 - 0     | Victoriano Arenas   | Leandro N. Alem            | 3 de julio | 15:30   |
| Sportivo Italiano   | 2 - 1     | Claypole            | República de Italia        | 3 de julio | 15:30   |
| Ferrocarril Midland | 1 - 1     | Liniers             | Ciudad de Libertad         | 3 de julio | 19:00   |
| General Lamadrid    | 2 - 3     | Argentino de Merlo  | Enrique Sexto              | 4 de julio | 15:30   |
| Deportivo Español   | 2 - 2     | Excursionistas      | Nueva España               | 4 de julio | 15:30   |
| Libre: Berazategui  |           |                     |                            |            |         |

| Fecha 4             | Fecha 4   | Fecha 4             | Fecha 4                         | Fecha 4     | Fecha 4 |
| Local               | Resultado | Visitante           | Estadio                         | Fecha       | Hora    |
| ------------------- | --------- | ------------------- | ------------------------------- | ----------- | ------- |
| Excursionistas      | 1 - 0     | Ferrocarril Midland | Excursionistas                  | 9 de julio  | 15:30   |
| Atlas               | 0 - 1     | Deportivo Español   | Ricardo Puga                    | 9 de julio  | 15:30   |
| Victoriano Arenas   | 2 - 1     | Sportivo Italiano   | Saturnino Moure                 | 9 de julio  | 15:30   |
| Deportivo Laferrere | 2 - 1     | El Porvenir         | Ciudad de Laferrere             | 9 de julio  | 15:30   |
| Luján               | 1 - 1     | Leandro N. Alem     | Municipal de la Ciudad de Luján | 10 de julio | 15:30   |
| Claypole            | 0 - 3     | Central Córdoba (R) | Rodolfo Capocasa                | 10 de julio | 15:30   |
| Puerto Nuevo        | 0 - 0     | San Martín (B)      | Rubén Carlos Vallejos           | 10 de julio | 15:30   |
| Argentino de Merlo  | 1 - 0     | Real Pilar          | Merlo                           | 10 de julio | 15:30   |
| Berazategui         | 0 - 1     | General Lamadrid    | Norman Lee                      | 10 de julio | 15:30   |
| Libre: Liniers      |           |                     |                                 |             |         |

| Fecha 5                 | Fecha 5   | Fecha 5             | Fecha 5                    | Fecha 5     | Fecha 5 |
| Local                   | Resultado | Visitante           | Estadio                    | Fecha       | Hora    |
| ----------------------- | --------- | ------------------- | -------------------------- | ----------- | ------- |
| Real Pilar              | 4 - 3     | Berazategui         | Carlos Barraza             | 16 de julio | 15:30   |
| El Porvenir             | 1 - 0     | Puerto Nuevo        | Gildo Francisco Ghersinich | 16 de julio | 15:30   |
| Sportivo Italiano       | 0 - 0     | Luján               | República de Italia        | 16 de julio | 15:30   |
| Liniers                 | 0 - 2     | Excursionistas      | Juan Antonio Arias         | 16 de julio | 15:30   |
| Ferrocarril Midland     | 0 - 1     | Atlas               | Ciudad de Libertad         | 16 de julio | 20:00   |
| San Martín (B)          | 0 - 1     | Argentino de Merlo  | Francisco Boga             | 17 de julio | 15:30   |
| Central Córdoba (R)     | 2 - 1     | Victoriano Arenas   | Gabino Sosa                | 17 de julio | 15:30   |
| Deportivo Español       | 0 - 0     | Claypole            | Nueva España               | 17 de julio | 15:30   |
| Leandro N. Alem         | 0 - 0     | Deportivo Laferrere | Carlos Barraza             | 18 de julio | 15:30   |
| Libre: General Lamadrid |           |                     |                            |             |         |

| Fecha 6               | Fecha 6   | Fecha 6             | Fecha 6                         | Fecha 6     | Fecha 6 |
| Local                 | Resultado | Visitante           | Estadio                         | Fecha       | Hora    |
| --------------------- | --------- | ------------------- | ------------------------------- | ----------- | ------- |
| Atlas                 | 1 - 1     | Liniers             | Ricardo Puga                    | 23 de julio | 15:30   |
| Luján                 | 2 - 0     | Central Córdoba (R) | Municipal de la Ciudad de Luján | 23 de julio | 15:30   |
| Deportivo Laferrere   | 1 - 1     | Sportivo Italiano   | Ciudad de Laferrere             | 23 de julio | 15:30   |
| Berazategui           | 2 - 1     | San Martín (B)      | Norman Lee                      | 23 de julio | 15:30   |
| General Lamadrid      | 0 - 2     | Real Pilar          | Enrique Sexto                   | 23 de julio | 15:30   |
| Claypole              | 2 - 0     | Ferrocarril Midland | Rodolfo Capocasa                | 24 de julio | 15:30   |
| Victoriano Arenas     | 0 - 1     | Deportivo Español   | Saturnino Moure                 | 24 de julio | 15:30   |
| Puerto Nuevo          | 3 - 1     | Leandro N. Alem     | Rubén Carlos Vallejos           | 24 de julio | 15:30   |
| Argentino de Merlo    | 2 - 0     | El Porvenir         | Merlo                           | 24 de julio | 15:30   |
| Libre: Excursionistas |           |                     |                                 |             |         |

| Fecha 7             | Fecha 7   | Fecha 7             | Fecha 7                    | Fecha 7     | Fecha 7 |
| Local               | Resultado | Visitante           | Estadio                    | Fecha       | Hora    |
| ------------------- | --------- | ------------------- | -------------------------- | ----------- | ------- |
| Deportivo Español   | 1 - 1     | Luján               | Nueva España               | 29 de julio | 15:30   |
| Ferrocarril Midland | 3 - 0     | Victoriano Arenas   | Ciudad de Libertad         | 29 de julio | 20:00   |
| San Martín (B)      | 3 - 2     | General Lamadrid    | Francisco Boga             | 30 de julio | 15:30   |
| El Porvenir         | 1 - 3     | Berazategui         | Gildo Francisco Ghersinich | 30 de julio | 15:30   |
| Sportivo Italiano   | 0 - 1     | Puerto Nuevo        | República de Italia        | 30 de julio | 15:30   |
| Central Córdoba (R) | 1 - 0     | Deportivo Laferrere | Gabino Sosa                | 30 de julio | 15:30   |
| Excursionistas      | 1 - 2     | Atlas               | Excursionistas             | 30 de julio | 15:30   |
| Liniers             | 1 - 1     | Claypole            | Juan Antonio Arias         | 31 de julio | 15:30   |
| Leandro N. Alem     | 1 - 1     | Argentino de Merlo  | Leandro N. Alem            | 1 de agosto | 15:30   |
| Libre: Real Pilar   |           |                     |                            |             |         |

| Fecha 8             | Fecha 8   | Fecha 8             | Fecha 8                         | Fecha 8     | Fecha 8 |
| Local               | Resultado | Visitante           | Estadio                         | Fecha       | Hora    |
| ------------------- | --------- | ------------------- | ------------------------------- | ----------- | ------- |
| Victoriano Arenas   | 1 - 2     | Liniers             | Saturnino Moure                 | 6 de agosto | 15:30   |
| Deportivo Laferrere | 0 - 2     | Deportivo Español   | Ciudad de Laferrere             | 6 de agosto | 15:30   |
| Berazategui         | 2 - 1     | Leandro N. Alem     | Norman Lee                      | 6 de agosto | 15:30   |
| Real Pilar          | 1 - 0     | San Martín (B)      | Carlos Barraza                  | 6 de agosto | 18:00   |
| Claypole            | 0 - 3     | Excursionistas      | Rodolfo Capocasa                | 7 de agosto | 15:30   |
| Puerto Nuevo        | 1 - 0     | Central Córdoba (R) | Rubén Carlos Vallejos           | 7 de agosto | 15:30   |
| Argentino de Merlo  | 1 - 2     | Sportivo Italiano   | Merlo                           | 7 de agosto | 15:30   |
| Luján               | 0 - 1     | Ferrocarril Midland | Municipal de la Ciudad de Luján | 8 de agosto | 15:30   |
| General Lamadrid    | 2 - 1     | El Porvenir         | Enrique Sexto                   | 8 de agosto | 15:30   |
| Libre: Atlas        |           |                     |                                 |             |         |

| Fecha 9               | Fecha 9   | Fecha 9             | Fecha 9                    | Fecha 9      | Fecha 9 |
| Local                 | Resultado | Visitante           | Estadio                    | Fecha        | Hora    |
| --------------------- | --------- | ------------------- | -------------------------- | ------------ | ------- |
| Central Córdoba (R)   | 2 - 1     | Argentino de Merlo  | Gabino Sosa                | 12 de agosto | 15:30   |
| Deportivo Español     | 0 - 0     | Puerto Nuevo        | Nueva España               | 12 de agosto | 15:30   |
| Sportivo Italiano     | 1 - 0     | Berazategui         | República de Italia        | 13 de agosto | 15:30   |
| Atlas                 | 1 - 3     | Claypole            | Ricardo Puga               | 13 de agosto | 15:30   |
| El Porvenir           | 1 - 1     | Real Pilar          | Gildo Francisco Ghersinich | 14 de agosto | 15:30   |
| Liniers               | 1 - 2     | Luján               | Juan Antonio Arias         | 14 de agosto | 15:30   |
| Leandro N. Alem       | 0 - 0     | General Lamadrid    | Leandro N. Alem            | 15 de agosto | 15:30   |
| Excursionistas        | 2 - 1     | Victoriano Arenas   | Excursionistas             | 15 de agosto | 15:30   |
| Ferrocarril Midland   | 2 - 1     | Deportivo Laferrere | Ciudad de Libertad         | 15 de agosto | 15:30   |
| Libre: San Martín (B) |           |                     |                            |              |         |

| Fecha 10            | Fecha 10  | Fecha 10            | Fecha 10                        | Fecha 10     | Fecha 10 |
| Local               | Resultado | Visitante           | Estadio                         | Fecha        | Hora     |
| ------------------- | --------- | ------------------- | ------------------------------- | ------------ | -------- |
| Berazategui         | 1 - 1     | Central Córdoba (R) | Norman Lee                      | 20 de agosto | 15:30    |
| San Martín (B)      | 1 - 0     | El Porvenir         | Francisco Boga                  | 20 de agosto | 15:30    |
| Deportivo Laferrere | 0 - 0     | Liniers             | Ciudad de Laferrere             | 20 de agosto | 20:00    |
| Victoriano Arenas   | 0 - 1     | Atlas               | Saturnino Moure                 | 21 de agosto | 15:30    |
| Luján               | 1 - 1     | Excursionistas      | Municipal de la Ciudad de Luján | 21 de agosto | 15:30    |
| Argentino de Merlo  | 1 - 1     | Deportivo Español   | Merlo                           | 21 de agosto | 15:30    |
| General Lamadrid    | 0 - 0     | Sportivo Italiano   | Enrique Sexto                   | 21 de agosto | 16:00    |
| Real Pilar          | 3 - 1     | Leandro N. Alem     | Carlos Barraza                  | 22 de agosto | 15:00    |
| Puerto Nuevo        | 1 - 1     | Ferrocarril Midland | Rubén Carlos Vallejos           | 22 de agosto | 15:30    |
| Libre: Claypole     |           |                     |                                 |              |          |

| Fecha 11            | Fecha 11  | Fecha 11            | Fecha 11            | Fecha 11     | Fecha 11 |
| Local               | Resultado | Visitante           | Estadio             | Fecha        | Hora     |
| ------------------- | --------- | ------------------- | ------------------- | ------------ | -------- |
| Central Córdoba (R) | 0 - 1     | General Lamadrid    | Gabino Sosa         | 26 de agosto | 15:30    |
| Deportivo Español   | 2 - 0     | Berazategui         | Nueva España        | 26 de agosto | 15:30    |
| Excursionistas      | 0 - 1     | Deportivo Laferrere | Excursionistas      | 26 de agosto | 20:00    |
| Sportivo Italiano   | 1 - 1     | Real Pilar          | República de Italia | 27 de agosto | 15:30    |
| Atlas               | 1 - 0     | Luján               | Ricardo Puga        | 27 de agosto | 15:30    |
| Liniers             | 1 - 1     | Puerto Nuevo        | Juan Antonio Arias  | 28 de agosto | 15:30    |
| Claypole            | 2 - 0     | Victoriano Arenas   | Rodolfo Capocasa    | 28 de agosto | 15:30    |
| Ferrocarril Midland | 1 - 2     | Argentino de Merlo  | Ciudad de Libertad  | 28 de agosto | 19:00    |
| Leandro N. Alem     | 0 - 0     | San Martín (B)      | Leandro N. Alem     | 29 de agosto | 15:30    |
| Libre: El Porvenir  |           |                     |                     |              |          |

| Fecha 12                 | Fecha 12  | Fecha 12            | Fecha 12                   | Fecha 12        | Fecha 12 |
| Local                    | Resultado | Visitante           | Estadio                    | Fecha           | Hora     |
| ------------------------ | --------- | ------------------- | -------------------------- | --------------- | -------- |
| Luján                    | 0 - 2     | Claypole            | 1.º de Abril               | 3 de septiembre | 15:30    |
| Deportivo Laferrere      | 3 - 1     | Atlas               | Ciudad de Laferrere        | 3 de septiembre | 15:30    |
| Berazategui              | 2 - 1     | Ferrocarril Midland | Norman Lee                 | 3 de septiembre | 15:30    |
| Real Pilar               | 0 - 1     | Central Córdoba (R) | Carlos Barraza             | 3 de septiembre | 15:30    |
| San Martín (B)           | 0 - 0     | Sportivo Italiano   | Francisco Boga             | 3 de septiembre | 15:30    |
| Argentino de Merlo       | 3 - 2     | Liniers             | Merlo                      | 4 de septiembre | 15:30    |
| El Porvenir              | 0 - 2     | Leandro N. Alem     | Gildo Francisco Ghersinich | 4 de septiembre | 15:30    |
| General Lamadrid         | 0 - 1     | Deportivo Español   | Enrique Sexto              | 4 de septiembre | 15:30    |
| Puerto Nuevo             | 2 - 4     | Excursionistas      | Rubén Carlos Vallejos      | 5 de septiembre | 15:30    |
| Libre: Victoriano Arenas |           |                     |                            |                 |          |

| Fecha 13               | Fecha 13  | Fecha 13            | Fecha 13            | Fecha 13         | Fecha 13 |
| Local                  | Resultado | Visitante           | Estadio             | Fecha            | Hora     |
| ---------------------- | --------- | ------------------- | ------------------- | ---------------- | -------- |
| Sportivo Italiano      | 1 - 1     | El Porvenir         | República de Italia | 9 de septiembre  | 15:30    |
| Deportivo Español      | 0 - 1     | Real Pilar          | Nueva España        | 9 de septiembre  | 15:30    |
| Excursionistas         | 1 - 1     | Argentino de Merlo  | Excursionistas      | 9 de septiembre  | 19:30    |
| Ferrocarril Midland    | 2 - 1     | General Lamadrid    | Ciudad de Libertad  | 9 de septiembre  | 20:00    |
| Central Córdoba (R)    | 3 - 1     | San Martín (B)      | Gabino Sosa         | 10 de septiembre | 15:30    |
| Atlas                  | 0 - 1     | Puerto Nuevo        | Ricardo Puga        | 10 de septiembre | 15:30    |
| Claypole               | 1 - 2     | Deportivo Laferrere | Rodolfo Capocasa    | 10 de septiembre | 15:30    |
| Victoriano Arenas      | 0 - 1     | Luján               | Saturnino Moure     | 10 de septiembre | 15:30    |
| Liniers                | 1 - 3     | Berazategui         | Juan Antonio Arias  | 11 de septiembre | 11:00    |
| Libre: Leandro N. Alem |           |                     |                     |                  |          |

| Fecha 14            | Fecha 14  | Fecha 14            | Fecha 14                   | Fecha 14         | Fecha 14 |
| Local               | Resultado | Visitante           | Estadio                    | Fecha            | Hora     |
| ------------------- | --------- | ------------------- | -------------------------- | ---------------- | -------- |
| Deportivo Laferrere | 1 - 0     | Victoriano Arenas   | Ciudad de Laferrere        | 13 de septiembre | 15:30    |
| Puerto Nuevo        | 2 - 1     | Claypole            | Rubén Carlos Vallejos      | 13 de septiembre | 15:30    |
| Argentino de Merlo  | 2 - 0     | Atlas               | Merlo                      | 13 de septiembre | 15:30    |
| Real Pilar          | 1 - 1     | Ferrocarril Midland | Carlos Barraza             | 13 de septiembre | 15:30    |
| El Porvenir         | 0 - 0     | Central Córdoba (R) | Gildo Francisco Ghersinich | 13 de septiembre | 15:30    |
| Leandro N. Alem     | 0 - 2     | Sportivo Italiano   | Leandro N. Alem            | 13 de septiembre | 15:30    |
| Berazategui         | 2 - 0     | Excursionistas      | Norman Lee                 | 14 de septiembre | 15:30    |
| General Lamadrid    | 1 - 1     | Liniers             | Enrique Sexto              | 14 de septiembre | 15:30    |
| San Martín (B)      | 1 - 2     | Deportivo Español   | Francisco Boga             | 14 de septiembre | 15:30    |
| Libre: Luján        |           |                     |                            |                  |          |

| Fecha 15                 | Fecha 15  | Fecha 15            | Fecha 15           | Fecha 15         | Fecha 15 |
| Local                    | Resultado | Visitante           | Estadio            | Fecha            | Hora     |
| ------------------------ | --------- | ------------------- | ------------------ | ---------------- | -------- |
| Deportivo Español        | 3 - 1     | El Porvenir         | Nueva España       | 17 de septiembre | 15:30    |
| Liniers                  | 0 - 2     | Real Pilar          | Juan Antonio Arias | 17 de septiembre | 15:30    |
| Central Córdoba (R)      | 3 - 0     | Leandro N. Alem     | Gabino Sosa        | 18 de septiembre | 15:30    |
| Ferrocarril Midland      | 0 - 1     | San Martín (B)      | Ciudad de Libertad | 18 de septiembre | 15:30    |
| Excursionistas           | 2 - 0     | General Lamadrid    | Excursionistas     | 18 de septiembre | 15:30    |
| Atlas                    | 1 - 0     | Berazategui         | Ricardo Puga       | 18 de septiembre | 15:30    |
| Claypole                 | 1 - 2     | Argentino de Merlo  | Rodolfo Capocasa   | 18 de septiembre | 15:30    |
| Victoriano Arenas        | 0 - 0     | Puerto Nuevo        | Saturnino Moure    | 18 de septiembre | 15:30    |
| Luján                    | 1 - 4     | Deportivo Laferrere | 1.º de Abril       | 19 de septiembre | 15:30    |
| Libre: Sportivo Italiano |           |                     |                    |                  |          |

| Fecha 16                   | Fecha 16  | Fecha 16            | Fecha 16                   | Fecha 16         | Fecha 16 |
| Local                      | Resultado | Visitante           | Estadio                    | Fecha            | Hora     |
| -------------------------- | --------- | ------------------- | -------------------------- | ---------------- | -------- |
| Leandro N. Alem            | 1 - 0     | Deportivo Español   | 12 de Octubre              | 23 de septiembre | 15:30    |
| Real Pilar                 | 3 - 1     | Excursionistas      | Carlos Barraza             | 24 de septiembre | 15:30    |
| Sportivo Italiano          | 2 - 0     | Central Córdoba (R) | República de Italia        | 24 de septiembre | 15:30    |
| Puerto Nuevo               | 2 - 1     | Luján               | Rubén Carlos Vallejos      | 25 de septiembre | 15:30    |
| Argentino de Merlo         | 4 - 1     | Victoriano Arenas   | Merlo                      | 25 de septiembre | 15:30    |
| General Lamadrid           | 1 - 1     | Atlas               | Enrique Sexto              | 25 de septiembre | 15:30    |
| Berazategui                | 2 - 3     | Claypole            | Norman Lee                 | 26 de septiembre | 15:30    |
| San Martín (B)             | 0 - 1     | Liniers             | Francisco Boga             | 26 de septiembre | 15:30    |
| El Porvenir                | 2 - 0     | Ferrocarril Midland | Gildo Francisco Ghersinich | 26 de septiembre | 15:30    |
| Libre: Deportivo Laferrere |           |                     |                            |                  |          |

| Fecha 17                   | Fecha 17  | Fecha 17           | Fecha 17            | Fecha 17         | Fecha 17 |
| Local                      | Resultado | Visitante          | Estadio             | Fecha            | Hora     |
| -------------------------- | --------- | ------------------ | ------------------- | ---------------- | -------- |
| Deportivo Español          | 1 - 0     | Sportivo Italiano  | Nueva España        | 30 de septiembre | 15:30    |
| Liniers                    | 4 - 1     | El Porvenir        | Juan Antonio Arias  | 1 de octubre     | 15:30    |
| Excursionistas             | 1 - 0     | San Martín (B)     | Excursionistas      | 1 de octubre     | 15:30    |
| Claypole                   | 3 - 1     | General Lamadrid   | Rodolfo Capocasa    | 1 de octubre     | 15:30    |
| Victoriano Arenas          | 2 - 0     | Berazategui        | Saturnino Moure     | 1 de octubre     | 15:30    |
| Deportivo Laferrere        | 0 - 1     | Puerto Nuevo       | Ciudad de Laferrere | 1 de octubre     | 15:30    |
| Atlas                      | 1 - 1     | Real Pilar         | Ricardo Puga        | 3 de octubre     | 15:30    |
| Luján                      | 0 - 1     | Argentino de Merlo | 1.º de Abril        | 3 de octubre     | 15:30    |
| Ferrocarril Midland        | 3 - 1     | Leandro N. Alem    | Ciudad de Libertad  | 3 de octubre     | 15:30    |
| Libre: Central Córdoba (R) |           |                    |                     |                  |          |

| Fecha 18            | Fecha 18  | Fecha 18            | Fecha 18                   | Fecha 18      | Fecha 18 |
| Local               | Resultado | Visitante           | Estadio                    | Fecha         | Hora     |
| ------------------- | --------- | ------------------- | -------------------------- | ------------- | -------- |
| General Lamadrid    | 1 - 2     | Victoriano Arenas   | Enrique Sexto              | 8 de octubre  | 15:30    |
| Central Córdoba (R) | 1 - 3     | Deportivo Español   | Gabino Sosa                | 8 de octubre  | 15:30    |
| Argentino de Merlo  | 0 - 1     | Deportivo Laferrere | Merlo                      | 9 de octubre  | 15:30    |
| Berazategui         | 3 - 1     | Luján               | Norman Lee                 | 9 de octubre  | 15:30    |
| San Martín (B)      | 1 - 1     | Atlas               | Francisco Boga             | 9 de octubre  | 15:30    |
| El Porvenir         | 0 - 0     | Excursionistas      | Gildo Francisco Ghersinich | 9 de octubre  | 15:30    |
| Sportivo Italiano   | 3 - 0     | Ferrocarril Midland | República de Italia        | 9 de octubre  | 15:30    |
| Leandro N. Alem     | 1 - 1     | Liniers             | Leandro N. Alem            | 11 de octubre | 14:00    |
| Real Pilar          | 0 - 1     | Claypole            | Carlos Barraza             | 11 de octubre | 15:30    |
| Libre: Puerto Nuevo |           |                     |                            |               |          |

| Fecha 19                 | Fecha 19  | Fecha 19            | Fecha 19              | Fecha 19      | Fecha 19 |
| Local                    | Resultado | Visitante           | Estadio               | Fecha         | Hora     |
| ------------------------ | --------- | ------------------- | --------------------- | ------------- | -------- |
| Ferrocarril Midland      | 1 - 1     | Central Córdoba (R) | Ciudad de Libertad    | 15 de octubre | 15:30    |
| Liniers                  | 2 - 1     | Sportivo Italiano   | Juan Antonio Arias    | 15 de octubre | 15:30    |
| Excursionistas           | 3 - 0     | Leandro N. Alem     | Excursionistas        | 15 de octubre | 15:30    |
| Victoriano Arenas        | 1 - 1     | Real Pilar          | Saturnino Moure       | 15 de octubre | 15:30    |
| Luján                    | 2 - 2     | General Lamadrid    | 1.º de Abril          | 15 de octubre | 15:30    |
| Deportivo Laferrere      | 2 - 3     | Berazategui         | Ciudad de Laferrere   | 15 de octubre | 15:30    |
| Puerto Nuevo             | 0 - 4     | Argentino de Merlo  | Rubén Carlos Vallejos | 15 de octubre | 15:30    |
| Atlas                    | 0 - 0     | El Porvenir         | Ricardo Puga          | 17 de octubre | 15:30    |
| Claypole                 | 1 - 0     | San Martín (B)      | Rodolfo Capocasa      | 17 de octubre | 15:30    |
| Libre: Deportivo Español |           |                     |                       |               |          |

| 1. 2. 3. 4. |

## Tabla general
Fue la sumatoria de ambas fases, Apertura y Clausura. Se utilizó para establecer los clasificados al Torneo reducido por el ascenso, el descendido a la Primera D y los clasificados a la Copa Argentina 2023.
| Pos. | Equipo              | Pts. | PJ | PG | PE | PP | GF | GC | Dif. |
| ---- | ------------------- | ---- | -- | -- | -- | -- | -- | -- | ---- |
| 1.º  | Deportivo Español   | 65   | 36 | 18 | 11 | 7  | 48 | 26 | 22   |
| 2.º  | Excursionistas      | 63   | 36 | 17 | 12 | 7  | 51 | 32 | 19   |
| 3.º  | Claypole            | 61   | 36 | 18 | 7  | 11 | 43 | 34 | 9    |
| 4.º  | Real Pilar          | 59   | 36 | 16 | 11 | 9  | 41 | 27 | 14   |
| 5.º  | Argentino de Merlo  | 59   | 36 | 17 | 8  | 11 | 47 | 37 | 10   |
| 6.º  | Berazategui         | 57   | 36 | 17 | 6  | 13 | 49 | 41 | 8    |
| 7.º  | Sportivo Italiano   | 56   | 36 | 15 | 11 | 10 | 41 | 27 | 14   |
| 8.º  | Deportivo Laferrere | 55   | 36 | 13 | 16 | 7  | 29 | 21 | 8    |
| 9.º  | Atlas               | 54   | 36 | 14 | 12 | 10 | 36 | 32 | 4    |
| 10.º | Ferrocarril Midland | 53   | 36 | 14 | 11 | 11 | 48 | 38 | 10   |
| 11.º | Central Córdoba (R) | 45   | 36 | 11 | 12 | 13 | 38 | 37 | 1    |
| 12.º | Liniers             | 45   | 36 | 11 | 12 | 13 | 45 | 45 | 0    |
| 13.º | Luján               | 44   | 36 | 11 | 14 | 11 | 37 | 41 | −4   |
| 14.º | General Lamadrid    | 41   | 36 | 10 | 11 | 15 | 39 | 48 | −9   |
| 15.º | Leandro N. Alem     | 39   | 36 | 9  | 15 | 12 | 29 | 40 | −11  |
| 16.º | Puerto Nuevo        | 37   | 36 | 8  | 13 | 15 | 26 | 46 | −20  |
| 17.º | Victoriano Arenas   | 31   | 36 | 8  | 7  | 21 | 28 | 54 | −26  |
| 18.º | San Martín (B)      | 27   | 36 | 5  | 12 | 19 | 26 | 47 | −21  |
| 19.º | El Porvenir         | 23   | 36 | 4  | 11 | 21 | 23 | 51 | −28  |

|  | Clasificados a la primera fase del torneo reducido y a la Copa Argentina 2023.                      |
|  | Ganador del Clausura. Clasificado a las semifinales del torneo reducido y a la Copa Argentina 2023. |
|  | Clasificados a la primera fase del torneo reducido.                                                 |
|  | Ganador del Apertura. Clasificado a las semifinales del torneo reducido.                            |
|  | Descendido a la Primera D.                                                                          |

| 1. |

## Torneo reducido

### Cuadro de desarrollo
|  | Primera fase        | Primera fase        | Primera fase        |                     |       | Segunda fase      | Segunda fase  | Segunda fase        |   |  | Semifinales        | Semifinales        | Semifinales        |  |   | Final                | Final                | Final                | Final                | Final                |  |
|  | 21 al 24 de octubre | 21 al 24 de octubre | 21 al 24 de octubre |                     |       | 30 de octubre     | 30 de octubre | 30 de octubre       |   |  | 4 y 5 de noviembre | 4 y 5 de noviembre | 4 y 5 de noviembre |  |   | 13 y 19 de noviembre | 13 y 19 de noviembre | 13 y 19 de noviembre | 13 y 19 de noviembre | 13 y 19 de noviembre |  |
|  |                     |                     |                     |                     |       |                   |               |                     |   |  |                    |                    |                    |  |   |                      |                      |                      |                      |                      |  |
|  |                     |                     |                     |                     |       |                   |               |                     |   |  |                    |                    |                    |  |   |                      |                      |                      |                      |                      |  |
|  |                     |                     |                     |                     |       |                   |               |                     |   |  |                    |                    |                    |  |   |                      |                      |                      |                      |                      |  |
|  |                     |                     |                     |                     |       |                   |               |                     |   |  |                    |                    |                    |  |   |                      |                      |                      |                      |                      |  |
|  |                     |                     |                     |                     |       |                   |               |                     |   |  |                    |                    |                    |  |   |                      |                      |                      |                      |                      |  |
|  |                     |                     |                     |                     |       |                   |               |                     |   |  |                    |                    |                    |  |   |                      |                      |                      |                      |                      |  |
|  |                     |                     |                     |                     |       |                   |               |                     |   |  |                    |                    |                    |  |   |                      |                      |                      |                      |                      |  |
|  |                     |                     |                     |                     |       |                   |               |                     |   |  |                    |                    |                    |  |   |                      |                      |                      |                      |                      |  |
|  |                     |                     |                     |                     |       |                   |               |                     |   |  |                    |                    |                    |  |   |                      |                      |                      |                      |                      |  |
|  |                     |                     |                     |                     |       |                   |               |                     |   |  |                    |                    |                    |  |   |                      |                      |                      |                      |                      |  |
|  |                     |                     |                     |                     |       |                   |               |                     |   |  |                    |                    |                    |  |   |                      |                      |                      |                      |                      |  |
|  |                     |                     |                     |                     |       |                   | 1             | Argentino de Merlo  | 2 |  |                    |                    |                    |  |   |                      |                      |                      |                      |                      |  |
|  |                     |                     |                     |                     |       |                   |               |                     | 2 |  |                    |                    |                    |  |   |                      |                      |                      |                      |                      |  |
|  |                     |                     | 4                   | Deportivo Laferrere | 0     |                   |               |                     |   |  |                    |                    |                    |  |   |                      |                      |                      |                      |                      |  |
|  | 1                   | Deportivo Español   | 4                   | Deportivo Laferrere | 0     | 0 (7)             |               |                     |   |  |                    |                    |                    |  |   |                      |                      |                      |                      |                      |  |
|  | 1                   | Deportivo Español   |                     |                     |       |                   |               |                     |   |  |                    |                    |                    |  |   |                      |                      |                      |                      |                      |  |
|  | 8                   | Atlas               | 0 (6)               |                     |       |                   |               |                     |   |  |                    |                    |                    |  |   |                      |                      |                      |                      |                      |  |
|  | 8                   | Atlas               | 0 (6)               |                     | 1     | Deportivo Español | 1             |                     |   |  |                    |                    |                    |  |   |                      |                      |                      |                      |                      |  |
|  |                     |                     |                     |                     | 1     | Deportivo Español | 1             |                     |   |  |                    |                    |                    |  |   |                      |                      |                      |                      |                      |  |
|  |                     |                     | 4                   | Deportivo Laferrere | 3     |                   |               |                     |   |  |                    |                    |                    |  |   |                      |                      |                      |                      |                      |  |
|  | 2                   | Excursionistas      | 4                   | Deportivo Laferrere | 3     | 1                 |               |                     |   |  |                    |                    |                    |  |   |                      |                      |                      |                      |                      |  |
|  | 2                   | Excursionistas      |                     |                     |       |                   |               |                     |   |  |                    |                    |                    |  |   |                      |                      |                      |                      |                      |  |
|  | 7                   | Deportivo Laferrere | 2                   |                     |       |                   |               |                     |   |  |                    |                    |                    |  |   |                      |                      |                      |                      |                      |  |
|  | 7                   | Deportivo Laferrere | 2                   |                     |       |                   |               |                     |   |  |                    |                    |                    |  | 1 | Argentino de Merlo   | 0                    | 1                    | 1 (6)                |                      |  |
|  |                     |                     |                     |                     |       |                   |               |                     |   |  |                    |                    |                    |  | 1 | Argentino de Merlo   | 0                    | 1                    | 1 (6)                |                      |  |
|  |                     |                     | 2                   | Ferrocarril Midland | 1     | 0                 | 1 (5)         |                     |   |  |                    |                    |                    |  |   |                      |                      |                      |                      |                      |  |
|  |                     |                     | 2                   | Ferrocarril Midland | 1     | 0                 | 1 (5)         |                     |   |  |                    |                    |                    |  |   |                      |                      |                      |                      |                      |  |
|  |                     |                     |                     |                     |       |                   |               |                     |   |  |                    |                    |                    |  |   |                      |                      |                      |                      |                      |  |
|  |                     |                     |                     |                     |       |                   |               |                     |   |  |                    |                    |                    |  |   |                      |                      |                      |                      |                      |  |
|  |                     |                     |                     |                     |       |                   |               |                     |   |  |                    |                    |                    |  |   |                      |                      |                      |                      |                      |  |
|  |                     |                     |                     |                     |       |                   |               |                     |   |  |                    |                    |                    |  |   |                      |                      |                      |                      |                      |  |
|  |                     |                     |                     |                     |       |                   |               |                     |   |  |                    |                    |                    |  |   |                      |                      |                      |                      |                      |  |
|  |                     |                     |                     |                     |       |                   |               |                     |   |  |                    |                    |                    |  |   |                      |                      |                      |                      |                      |  |
|  |                     |                     |                     |                     |       |                   |               |                     |   |  |                    |                    |                    |  |   |                      |                      |                      |                      |                      |  |
|  |                     |                     |                     |                     |       |                   |               |                     |   |  |                    |                    |                    |  |   |                      |                      |                      |                      |                      |  |
|  |                     |                     |                     |                     |       |                   | 2             | Ferrocarril Midland | 4 |  |                    |                    |                    |  |   |                      |                      |                      |                      |                      |  |
|  |                     |                     |                     |                     |       |                   |               |                     | 4 |  |                    |                    |                    |  |   |                      |                      |                      |                      |                      |  |
|  |                     |                     | 3                   | Claypole            | 1     |                   |               |                     |   |  |                    |                    |                    |  |   |                      |                      |                      |                      |                      |  |
|  | 3                   | Claypole            | 3                   | Claypole            | 1     | 2                 |               |                     |   |  |                    |                    |                    |  |   |                      |                      |                      |                      |                      |  |
|  | 3                   | Claypole            |                     |                     |       |                   |               |                     |   |  |                    |                    |                    |  |   |                      |                      |                      |                      |                      |  |
|  | 6                   | Sportivo Italiano   | 0                   |                     |       |                   |               |                     |   |  |                    |                    |                    |  |   |                      |                      |                      |                      |                      |  |
|  | 6                   | Sportivo Italiano   | 0                   |                     | 2     | Claypole          | 1 (4)         |                     |   |  |                    |                    |                    |  |   |                      |                      |                      |                      |                      |  |
|  |                     |                     |                     |                     | 2     | Claypole          | 1 (4)         |                     |   |  |                    |                    |                    |  |   |                      |                      |                      |                      |                      |  |
|  |                     |                     | 3                   | Real Pilar          | 1 (2) |                   |               |                     |   |  |                    |                    |                    |  |   |                      |                      |                      |                      |                      |  |
|  | 4                   | Real Pilar          | 3                   | Real Pilar          | 1 (2) | 3                 |               |                     |   |  |                    |                    |                    |  |   |                      |                      |                      |                      |                      |  |
|  | 4                   | Real Pilar          |                     |                     |       |                   |               |                     |   |  |                    |                    |                    |  |   |                      |                      |                      |                      |                      |  |
|  | 5                   | Berazategui         | 1                   |                     |       |                   |               |                     |   |  |                    |                    |                    |  |   |                      |                      |                      |                      |                      |  |
|  | 5                   | Berazategui         | 1                   |                     |       |                   |               |                     |   |  |                    |                    |                    |  |   |                      |                      |                      |                      |                      |  |
|  |                     |                     |                     |                     |       |                   |               |                     |   |  |                    |                    |                    |  |   |                      |                      |                      |                      |                      |  |

### Primera fase
Participaron los ocho equipos ubicados en los primeros puestos de la tabla general -excluidos los ganadores del Apertura y el Clausura-, los que se ordenaron en base al lugar ocupado, enfrentándose los mejor con los peor ubicados, sucesivamente (1.º con 8.º, 2.º con 7.º, 3.º con 6.º y 4.º con 5.º). Los enfrentamientos fueron a un solo partido, con localía del mejor ubicado en la tabla, y en caso de empate, la definición se operó mediante la ejecución de tiros desde el punto penal. Los cuatro ganadores pasaron a la segunda fase.

#### Tabla de ordenamiento
Se confeccionó según la ubicación de los equipos en la tabla general acumulada.
| Orden | Equipo              | Pos. |
| ----- | ------------------- | ---- |
| 1     | Deportivo Español   | 1.º  |
| 2     | Excursionistas      | 2.º  |
| 3     | Claypole            | 3.º  |
| 4     | Real Pilar          | 4.º  |
| 5     | Berazategui         | 6.º  |
| 6     | Sportivo Italiano   | 7.º  |
| 7     | Deportivo Laferrere | 8.º  |
| 8     | Atlas               | 9.º  |

#### Partidos
| 21 de octubre, 20:00 | Excursionistas     | 1:2 (0:1) | Deportivo Laferrere     | Estadio de Excursionistas, Buenos Aires |                             |
|                      | Benítez 76' (pen.) | Reporte   | 19' Siliman · 89' Rossi | Árbitro(s): Jonathan de Oto             | Árbitro(s): Jonathan de Oto |

| 22 de octubre, 15:30 | Claypole                 | 2:0 (1:0) | Sportivo Italiano | Estadio Rodolfo Capocasa, Claypole |                             |
|                      | Llodrá 30' · Coselli 66' | Reporte   |                   | Árbitro(s): Sebastián Habib        | Árbitro(s): Sebastián Habib |

| 22 de octubre, 15:30 | Real Pilar                                | 3:1 (2:0) | Berazategui | Estadio Carlos Barraza, Pilar |                           |
|                      | Cordeviola 29' · Tossi 36' · Tabone 90+2' | Reporte   | 58' Flores  | Árbitro(s): Damián Rubino     | Árbitro(s): Damián Rubino |

| 24 de octubre, 15:30 | Deportivo Español | 0:0 (7:6 p.) | Atlas | Estadio Nueva España, Buenos Aires |                          |
|                      |                   | Reporte      |       | Árbitro(s): Felipe Viola           | Árbitro(s): Felipe Viola |

### Segunda fase
Se enfrentaron los cuatro equipos clasificados en la fase anterior, a un solo partido, con localía del mejor ubicado en la tabla, y en caso de empate, la definición se operó mediante la ejecución de tiros desde el punto penal. Los dos ganadores pasaron a las semifinales.

#### Tabla de ordenamiento
Se confeccionó como en la primera fase.
| Orden | Equipo              | Pos. |
| ----- | ------------------- | ---- |
| 1     | Deportivo Español   | 1.º  |
| 2     | Claypole            | 3.º  |
| 3     | Real Pilar          | 4.º  |
| 4     | Deportivo Laferrere | 8.º  |

#### Partidos
| 30 de octubre, 15:30 | Deportivo Español | 1:3 (0:1) | Deportivo Laferrere       | Estadio Nueva España, Buenos Aires |                            |
|                      | Constantino 90'   | Reporte   | 4' (pen.), 47', 78' Rossi | Árbitro(s): Nicolás Kresta         | Árbitro(s): Nicolás Kresta |

| 30 de octubre, 15:30 | Claypole   | 1:1 (0:0) (4:2 p.) | Real Pilar   | Estadio Rodolfo Capocasa, Claypole |                            |
|                      | Llodrá 46' | Reporte            | 90+3' Tabone | Árbitro(s): Marcos Recalde         | Árbitro(s): Marcos Recalde |

### Semifinales
Participaron los dos clasificados en la segunda fase más los ganadores de los torneos Apertura y Clausura. Se enfrentaron a un solo partido, con localía en el estadio de estos últimos. Los dos ganadores pasaron a la final.

#### Tabla de ordenamiento
| Orden | Equipo              | Torneo ganado | Pos. |
| ----- | ------------------- | ------------- | ---- |
| 1     | Argentino de Merlo  | Clausura      | 5.º  |
| 2     | Ferrocarril Midland | Apertura      | 10.º |
| 3     | Claypole            | -             | 3.º  |
| 4     | Deportivo Laferrere | -             | 8.º  |

#### Partidos
| 4 de noviembre, 18:00 | Argentino de Merlo      | 2:0 (1:0) | Deportivo Laferrere | Estadio Merlo, Merlo      |                           |
|                       | Moreno 5' · Barrios 57' | Reporte   |                     | Árbitro(s): Daniel Zamora | Árbitro(s): Daniel Zamora |

| 5 de noviembre, 18:00 | Ferrocarril Midland                            | 4:1 (2:1) | Claypole   | Estadio Ciudad de Libertad, Libertad |                        |
|                       | Rogoski 25' · Salvatierra 40' (pen.), 47', 56' | Reporte   | 3' Garzino | Árbitro(s): Ariel Cruz               | Árbitro(s): Ariel Cruz |

### Final
La disputaron los ganadores de las semifinales. Se enfrentaron a doble partido, con localía en el desquite del mejor ubicado. Al haber igualado el resultado global, la definición se produjo a través de la ejecución de tiros desde el punto penal, al finalizar el segundo encuentro. El ganador se consagró campeón y ascendió a la Primera B.

#### Tabla de ordenamiento
| Orden | Equipo              | Torneo ganado | Pos. |
| ----- | ------------------- | ------------- | ---- |
| 1     | Argentino de Merlo  | Clausura      | 5.º  |
| 2     | Ferrocarril Midland | Apertura      | 10.º |

#### Partidos
| 13 de noviembre, 16:00 | Ferrocarril Midland | 1:0 (1:0) | Argentino de Merlo | Estadio Ciudad de Libertad, Libertad |                             |
|                        | Molina 16'          | Reporte   |                    | Árbitro(s): Gonzalo Pereira          | Árbitro(s): Gonzalo Pereira |

| 19 de noviembre, 17:00                      | Argentino de Merlo | 1:0 (1:0) (6:5 p.)(Global 1:1) | Ferrocarril Midland | Estadio Merlo, Merlo        |                             |
|                                             | Barrios 19'        | Reporte                        |                     | Árbitro(s): Jonathan De Oto | Árbitro(s): Jonathan De Oto |
| Argentino de Merlo ascendió a la Primera B. |                    |                                |                     |                             |                             |

## Goleadores
| Jugador         | Equipo           | Goles |
| --------------- | ---------------- | ----- |
| Santiago Gómez  | Excursionistas   | 15    |
| Franco Benítez  | Excursionistas   | 14    |
| Leonel Llodrá   | Claypole         | 14    |
| Eugenio Olivera | General Lamadrid | 13    |
| Rodrigo Sánchez | Atlas            | 13    |